# エルム・ファーム・オーリー
エルム・ファーム・オーリー（Elm Farm Ollie）は、1930年2月18日、世界で初めて飛行機で運ばれた牝牛である。別名ネリー・ジェイ（"Nellie Jay"）、飛行後は「空の女王」（"Sky Queen"）とも呼ばれた。セントルイスの国際航空博覧会の行事としてミズーリ州ビスマークからセントルイスへの72マイルの運搬と、飛行中の搾乳が行われた。飛行の目的は科学者による家畜の飛行の影響の調査のためおよび宣伝であった。セントルイスの新聞は「家畜の空輸のための貴重な実験が成功した」と賞賛した。
エルム・ファーム・オーリーはガーンジー種で、多くの牛乳を産して、1日に3回搾乳でき、飛行中に24クォートの牛乳が得られた。ウィスコンシンの住民エルスワース・W・バンスが搾乳し、空中で紙パックに詰められ、パラシュートで地上の見物人に届けられた。チャールズ・リンドバーグも1杯のミルクを飲んだとされる。
エルム・ファーム・オーリーはミズーリ州ビスマーク生まれ、ビスマーク育ちであったが、彼女の名声が今でも残っているのは酪農で有名なウィスコンシン州で、同州マウント・ホレブの国立マスタード博物館では毎年2月18日に祭りを開催している。
飛行機で運ばれた牛としては、1924年7月9日にニコ5世という名の牡牛がKLMオランダ航空のフォッカー FIIIでロッテルダムからパリまで運ばれた記録が最初である。。